# Шведская спичка (рассказ)
Шведская спичка — рассказ Антона Павловича Чехова. Написан в 1884 году, впервые опубликован в 1884 году в альманахе «Стрекоза» с подписью А. Чехов. Был неоднократно экранизирован.

## Публикации
Предложение написать рассказ исходило от редактора журнала «Стрекоза» И. Ф. Василевского. Чеховым, по словам автора, была написана пародия на уголовные рассказы:
Недавно я искусился. Получил я приглашение от Буквы написать что-нибудь в «Альманах Стрекозы»… Я искусился и написал огромнейший рассказ в печатный лист. Рассказ пойдёт. Название его «Шведская спичка», а суть — пародия на уголовные рассказы. Вышел смешной рассказ.
Дав рассказу название «Шведская спичка», автор имел в виду издаваемые в России сочинения «уголовного» жанра, занимавшие большое место в прессе 80-х годов XIX века.
Рассказ «Шведская спичка» (Уголовный рассказ) был написан в 1884 году, впервые опубликован в 1884 году в альманахе «Стрекоза» с подписью А. Чехов. В 1886 году рассказ был включен в сборник «Пестрые рассказы», вошел также в издание собраний сочинений А. П. Чехова, издаваемого А. Ф. Марксом.
При жизни Чехова рассказ был переведен на датский, немецкий, польский, румынский и чешский языки.
В Театре наций поставлен спектакль «Шведская спичка», режиссер: Никита Гриншпун.

## Сюжет
Рассказ состоит из двух частей. В первой части повествуется о следующем событии: Утром 6 октября 1885 года к приставу пришел управляющий отставного гвардии корнета Кляузова, агроном и механик Псеков. Он заявил, что его хозяин, Марк Иванович Кляузов, убит. Становой пристав, вместе с понятыми, прибыл на место происшествия, чтобы изучить детали и опросить свидетелей. Оказалось, Кляузов уже неделю не выходил из комнаты, поэтому все сразу решили, что он убит. Через два часа приехал следователь Николай Ермолаевич Чубиков и его помощник Дюковский. На месте преступления были найдены следы борьбы, обгоревшая шведская спичка, а за окном — пятна, похожие на кровь. Единственной зацепкой в поисках убийцы стал огарок спички, так как местные крестьяне еще не могли пользоваться такими спичками.
Во второй части описываются события, происшедшие через двенадцать дней после предполагаемого происшествия. Дюковский продолжает вести поиск, допрашивает ранее судимого Николая Тетехова, описывает ему предполагаемое преступление, потом обнаруживает, где продают и кто купил спички. Дюковский строит различные догадки, каким образом было совершено убийство, ни разу не усомнившись в правильности своих выводов. Оказалось, шведские спички покупает только жена станового, Ольга Петровна. Чубиков не хочет верить в причастность ее к убийству, но Дюковский настаивает и они едут к жене станового, чтобы предъявить обвинения. Марка Ивановича Кляузова находят в бане спящим. Там он уже с неделю ест, пьет и предается любовным утехам с Ольгой Петровной.
На вопрос мужа «Зачем приезжал следователь?» Ольга Петровна ответила: чтобы сообщить, что Кляузов найден у чужой жены. Становой укоряет Марка Иваныча в распутстве.

## Экранизация
По рассказу А. П. Чехова «Шведская спичка» в 1922 году режиссёром Евгением Славинским был снят одноимённый немой художественный фильм, также режиссёром Константином Юдиным в киностудии «Мосфильм» в 1954 году по нему была снята ещё одна экранизация.
Зарубежные экранизации:
- 1965
  - Шведская спичка (ТВ, Венгрия), режиссёр Шандор Сёньи
  - Шведская спичка / Ruotsalainen tulitikku (ТВ) (Финляндия), режиссёр Мауно Хивёнен[нем.]
  - Шведская спичка / La cerilla sueca (ТВ) (Испания), (сериал «Новелла»)
- 1967 — Шведская спичка / Das schwedische Zündholz (ТВ) (ФРГ), режиссёр Герхард Клингенберг[нем.]
- 1969 — Шведская спичка / Svedske sibice (ТВ) (Югославия), режиссёр Драголюб Сварч
- 1982 — Шведская спичка / Švédská zápalka (ТВ) (Чехословакия), режиссёр Иржи Свобода[чеш.]